# Piranha Games
Piranha Games est une entreprise canadienne de développement de jeux vidéo basée à Vancouver au Canada.
La société a été fondée en 2000 par Russ Bullock, président et producteur exécutif, et Bryan Ekman, vice-président et directeur de la création. Piranha Games est l'un des plus anciens développeurs de jeux indépendants de Vancouver.

## Jeux développés
- MechWarrior 5: Clans (Windows)
- MechWarrior 5: Mercenaries (Windows)
- Bass Pro Shops: The Strike (Xbox 360, Wii, Windows)
- Duke Nukem Forever (Windows, Xbox 360, PS3)[1]
- MechWarrior Online (Windows)
- Die Hard : Piège de cristal (Windows)
- EA Playground (Nintendo DS)
- Medal of Honor: Heroes 2 (PlayStation Portable)
- Need for Speed: Undercover (PlayStation Portable)
- Transformers : La Revanche (Windows, Xbox 360, PS3)
- Bass Pro Shops: The Hunt  (Xbox 360, Wii, PC)